# ゲツキンラジオ ぱんぱかぱ〜ん
『ゲツキンラジオ ぱんぱかぱ〜ん』は、2008年3月31日より山形放送（YBCラジオ）で月曜から金曜の午後に放送されているラジオ番組である。略称はラジぱん。

## 概要
1979年4月3日から2008年3月28日まで約29年間続いた長寿番組『YBCハッピーロード』に変わってオンエア。
2013年4月1日のリニューアル放送から、番組タイトルコールがそれまでの「（番組主演者全員の声で）ゲツキンラジオ・ぱんぱかぱ〜ん!」から、佐伯敏光の声で「ラジぱん!」へと変わった。その後、2020年1月放送より「ラジぱん!」の声は山本浩一となる。その他、各時報後などに挿入されるサウンドステッカーでは、小川香織のコール（複数バージョンあり）や、番組に出演したゲストが作成したものが存在し、ランダムに使用される。
現在は変更された。
冒頭のトークでは、山形県内の天気から始まるのが通例となっており、番組内で放送される楽曲は基本的にフェードアウトすることなくフルコーラスで放送される。また、番組のオープニングテーマは私立恵比寿中学の「頑張ってる途中」のインスト版である。現在は変更された。
毎年4月の『山形県縦断駅伝競走大会中継』や7月の『全国高等学校野球選手権山形大会中継』、年末年始の編成のために放送を休止する。

## 放送時間
- 放送開始 - 2013年3月：13:00 - 16:00（第1期）
- 2013年4月 - 2015年3月：12:00 - 16:00
- 2015年4月 - 9月：13:00 - 16:00（第2期）
- 2015年9月 - 2021年9月：13:00 - 16:30[2]
- 2021年9月 - : 13:00 - 16:20

## パーソナリティー

### 現在
- 月曜日：佐塚崇恭（YBCアナウンサー）、松田春香（YBCラジオカーリポーター）[1]
- 火曜日：松下香織（YBCアナウンサー）、佐々木陶子（YBCアナウンサー）
- 水曜日：陣内倫洋（YBCアナウンサー）、與門愛実（YBCラジオカーリポーター）[1]
- 木曜日：佐塚崇恭（YBCアナウンサー)、山内智香子
- 金曜日：山本浩一（YBCアナウンサー）、大坪奈津子（YBCアナウンサー）

### 過去
- 相内抄彩
- 安藤勲　 (木曜日、金曜日)
- 金本美紀（月曜日、2008年3月31日 - 2009年3月23日）
- 竹内久乃（水曜日、2008年4月2日 - 2009年3月25日）
- 長澤紗希子（木曜日、2008年4月3日 - 2009年3月26日）
- 横尾友栄（金曜日、2008年4月4日 - 9月27日）
- 芳賀道也（〜2012年3月）
- 渡辺千津（〜2012年3月、YBCラジオカーリポーター）
- 大津幸恵（〜2013年9月、YBCラジオカーリポーター）
- 川口満里奈（水曜日、2012年4月 - 2014年3月）
- 塚本順子（火曜日、～2017年9月）
- 佐伯敏光（〜2019年）[1]
- 山下将史（火曜日、〜2020年3月）[1]
- 山田夕美子（火曜日、〜2021年3月）[1]
- 與門愛実（水曜日・YBCラジオカーリポーター）[1]
- 佐藤孝子（金曜日、〜2021年3月）[1]
- 横山岳（2024年4月〜2025年3月）

## ラジオカーリポーター
- ラジオカー[1]：松田春香、與門愛実

## 内包番組

### 現在
- ダイハツドライビングミュージック

### 過去
- ドライバーズ・リクエスト
- こんにちは青空たのしです（4月〜9月までの番組）
- 日本列島ほっと通信
- 河村通夫の大自然まるかじりライフ

## その他
- 男性パーソナリティは夕方の『YBCイブニングスコープ』のエンタメトピックをそのまま担当していた（O.A.は2013年3月期まで）。